# Volksrepubliek Toeva
Toeva (ook wel Tannoe-Toeva; Toevaans: Tьвa Arat Respuвlik, Тыва Арат Республик) was een kleine onafhankelijke staat, die tussen Mongolië en Rusland in lag.

## Geschiedenis
Toeva behoorde in de 13e eeuw toe aan het grote Mongoolse Rijk van Dzjengis Khan. Een kleine groep landheren had de macht in Toeva, omdat zij het Mongoolse bewind steunden. Zij heersten in een soort feodaal systeem over de nomadische bevolking.
Toen de Chinezen de Mongoolse gebieden veroverden, steunden de landheren de Chinese overheersers en konden zo weer rekenen op de beste posities.

### Na de val van het Chinese keizerrijk
In 1911 brak de Xinhai-revolutie uit in het Keizerrijk China, die ervoor zorgde dat de laatste keizerlijke dynastie, de Qing-dynastie, ten val kwam. De Republiek China werd uitgeroepen en Mongolië en Tibet verklaarden zich onafhankelijk. Toeva wilde dit ook doen, maar Russische troepen vielen het land binnen, en in 1914 annexeerde Rusland Toeva onder de naam Kraj Oerjanchaj. De macht kwam in handen van Russische kolonisten. De oorspronkelijke landheren probeerden nu met de Russen samen te werken.
Na de Russische Revolutie in 1917 werd Rusland communistisch. De Toevanen vroegen Lenin om onafhankelijkheid, en in 1921 kregen ze die ook.

### Onafhankelijkheid
Door de onafhankelijkheid kwam de macht weer bij de Toevaanse landheren. De Toevaanse onafhankelijkheidsbeweging organiseerde echter een opstand tegen de landheren en de boeddhistische monniken, die met hen samenwerkten. Ondanks de onafhankelijkheid waren de Toevanen politiek, economisch en spiritueel volledig afhankelijk van de feodale en godsdienstige aristocratie.
Nadat de landheren waren uitgemoord en verdreven, werd de communistische Volksrepubliek Tannoe-Toeva opgericht. Na 1926 wordt het voorvoegsel Tannoe, dat hooggelegen of hooggebergte betekent, weggelaten. De eerste president werd de boeddhistische Lama Kuular Donduk. Veel Toevanen veranderen hun nomadenbestaan in een sedentair leven. In de eerste jaren van onafhankelijkheid werd een grondwet geschreven en een eigen rechtssysteem ingesteld. Ook kwam er een eigen munt, de Asjka, en werden er postzegels uitgegeven.
De nog jonge Toevaanse regering probeerde eventuele nieuwe koloniale gedachten van China of de Sovjet-Unie te verijdelen. President Donduk probeerde daartoe ook met buurland Mongolië, ook een zeer jonge staat, samen te werken. Het land stelde zich tamelijk onafhankelijk van de Sovjet-Unie op.

### Sovjet-annexatie
Na de dood van Lenin was Stalin in de Sovjet-Unie aan de macht gekomen. Hij was tegen het nationalisme van veel volkeren in de Sovjet-Unie, en ook tegen de Toevaanse onafhankelijkheid. In 1929 werd er dan ook met hulp van Moskou door studenten van de universiteit in Kyzyl een coup georganiseerd tegen de Toevaanse regering. Doordat Toeva in de nu acht jaar durende onafhankelijkheid geen echte overheid had ontwikkeld, ondervonden de coupplegers geen weerstand. Het gevangenzetten van president Donduk en zijn regering bleek voldoende om de macht in handen te krijgen. Er kwam een nieuwe, pro-Sovjet regering onder leiding van partijsecretaris Saltsjak Toka. Deze functie zou hij tot zijn dood in 1973 blijven invullen.
De nieuwe regering, waarin steeds meer Russische kolonisten zitting kregen, veranderde in 1930 het Mongools alfabet in een door Russische geleerden speciaal voor Toeva ontwikkeld Latijns alfabet. Mongoolse, sjamanistische en boeddhistische invloeden werden, net als in de Sovjet-Unie, systematisch verkleind. Hoewel Toeva officieel nog onafhankelijk was, werd het land door de Sovjet-regering in Moskou al als een deel van de Sovjet-Unie beschouwd.
In 1944 werd Toeva officieel bij de Sovjet-Unie ingelijfd. Redenen hiervoor waren:
- Het annexeren van Toeva paste duidelijk in het beleid om nationalisme tegen te gaan.
- Toeva was in het bezit van uraniumvoorraden, en omdat de Sovjet-Unie druk bezig was met onderzoek naar kernwapens kon het het uranium goed gebruiken.
- Door Toeva te bezitten was het gemakkelijker om Kwomintang-China onder druk te zetten. China wilde Mongolië weer inlijven. De Sovjet-Unie wilde Mongolië juist als onafhankelijke bufferstaat.

De regering in Kyzyl was ook voor de annexatie al zeer pro-Russisch geworden: Toeva leverde in de Tweede Wereldoorlog vrijwillig vele soldaten aan het Rode Leger en ook had men het Latijnse schrift weer ingeruild, nu voor het Cyrillisch alfabet.
Nadat Toeva in 1944 in de Sovjet-Unie als autonome oblast was opgenomen, werd het gebied in 1961 een Autonome socialistische sovjetrepubliek. In 1992 werd Toeva, na de val van de Sovjet-Unie, opgenomen in de Russische Federatie, als de Russische autonome republiek Toeva.